# Гівергіс Іваніос

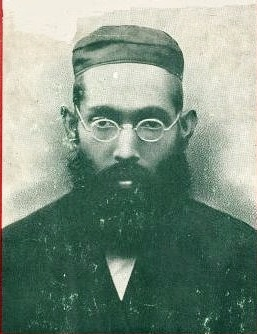
Фотографія 1908 року

Гівергіс Мар Іваніос, ім'я в миру — Іваніос Гівергіс Томас Панікервітіс (англ. Geevarghese Mar Ivanios, Ivanios Givergis Thomas Panikervitis малаял. അബൂന്‍ ഗീവര്ഘെസേ മോര്‍ ഇവനിഒസ്) — перший архієпископ Сиро-Маланкарської католицької церкви, перший єпископ Трівандрума з 11 липня 1931 до 15 липня 1953 року. Засновник чернечого згромадження Наслідування Христа і його жіночої гілки під назвою «Сестри наслідування Христу».

## Біографія
Народився 21 вересня 1882 року в родині християн апостола Фоми Томаса Панікера і його дружини Аннамми. Його батьки належали до Маланкарської сирійської православної церкви, чиї послідовники також часто називалися яковитами.
З 15 років відвідував яковитську семінарію в Коттаямі. 20 квітня 1898 він поїхав в Ченнаї для завершення освіти в місцевому християнському коледжі. Там в 1907 році здобув ступінь магістра історії та економіки. 9 січня 1900 був висвячений в сан диякона Пуліккоттілем Діонісієм. Після завершення навчання направлений в семінарію Коттаяма як її директор. Незабаром він став відомий як «магістр-священик», оскільки став першим священиком Сиро-Маланкарської церкви, що здобув ступінь магістра.
У 1913—1919 року викладав історію, політологію і економіку в університеті Серампоре, розташованому в окрузі Хуглі. Але незабаром він кинув викладацьку діяльність і повернувся до себе на батьківщину в Кералу, де 19 січня 1919 року заснував новий чернечий орден Наслідування Христа і перший монастир ордена Віфанійський ашрам. Був вражений і натхненний індійською культурою і аскетичною практикою саньяса. Через кілька років в 1925 році у ордена з'явилося жіноче відгалуження під назвою «Віфанійські сестри».
1 травня 1925 травня посвячений у сан єпископа і став яковитським архієреєм Віфанії. При освяченні він взяв собі ім'я Мар Іваніос. 13 січня 1929 року була зведений в сан митрополита.

Гівергіс Мар Іваніос дружив з Алоїзом Бенцігером, єпископом Квілона, знавцем східного обряду. Через нього Мар Іваніос почав вести переговори з Римом про укладення унії. В результаті цих переговорів 20 вересня 1930 року митрополія і його епископ-суфраган Яків Мар Феофіл приєдналися до Риму на умови повного збереження західно-сирійської літургії і всіх духовних посад.
11 червня 1932 року папа Пій IX заснував єпархію Трівандрума і призначив Гівергіса Мар Іваніоса її єпископом, а також главою всіх сиро-маланкарських католиків. Цього ж року Мар Іваніос отримав паллій в Римі, а також відвідав 32-й міжнародний Євхаристійний конгрес, де зустрівся з Гілбертом Честертоном, назвавши його кардиналом Ньюменом Індії.
У 1947 році єпископ відвідав Австралію і Канаду.
У 1949 році заснував у Тіруванантапурамі агрікультурний коледж, пізніше названий в його честь коледжем ім. Мара Іваніоса .
У 1953 Гівергіс Мар Іваніос помер у віці 70 років і був похований у крипті кафедрального собору Пресвятої Діви Марії в Тіруванантапурамі.

### Беатифікація
Мар Іваніос вважається в Сиро-Маланкарській католицькій церкві благочестивою людиною. Будучи засновником чернечого ордену і помісної католицької східної церкви, він високо шанується серед віруючих цієї церкви. Його могила стала місцем паломництва. Незабаром після його смерті почався процес беатифікації. 14 липня 2007 року Мар Баселіос урочисто проголосив зарахування Мара Іваніоса до числа слуг божих. Зарахування до лику Слуги Божого було проголошено в 54-ту річницю смерті архієпископа в Кафедральному соборі в Тіруванантапурамі.
23 червня 2014 року ексгумовано рештки Мара Іваніоса для подальшого їхнього дослідження. Подібне вивчення є частиною процесу беатифікації і канонізації. Експертизу проводила комісія з 21 особи, що складається з теологів і медиків. Екзаменаційний процес, що почався вранці, проходив за правилами, викладеними Ватиканом. Після дослідження останки розміщені в кафедральному соборі Пресвятої Діви Марії і були доступні для поклоніння прихожан. Увечері після служби останки були повернули назад у могилу.